# هاينز بيك
هاينز بيك (بالألمانية: Heinz Pick) (و. 1912 – 1983 م) هو فيزيائي، وأستاذ جامعي من ألمانيا . ولد في فوبرتال.
توفي في شفايبيش هال ، عن عمر يناهز 71 عاماً.

## مناصب وهيئات
أدار جامعة شتوتغارت.